# Gregor Thum

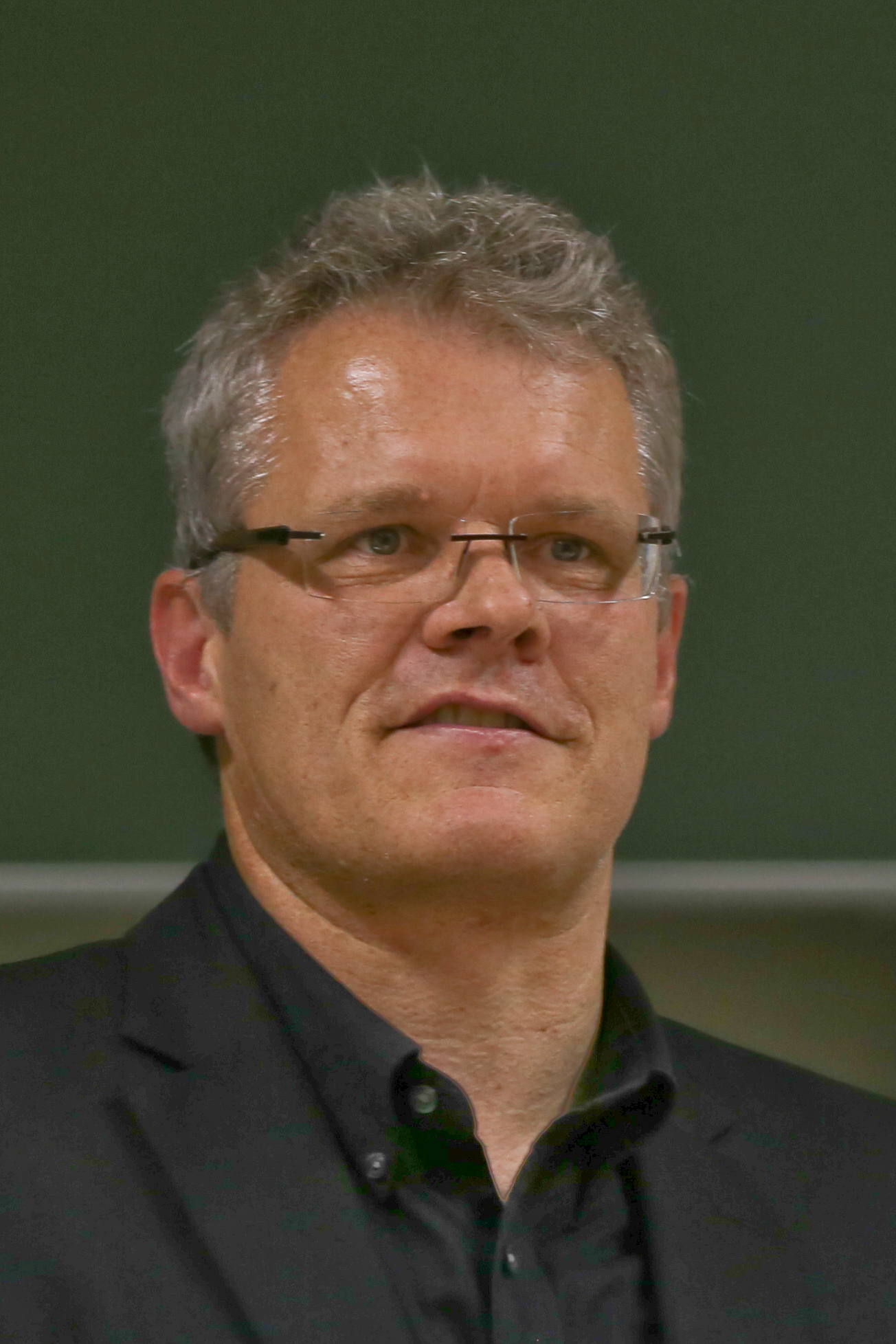
Gregor Thum (2016)

Gregor Thum (* 2. Mai 1967 in München) ist ein deutscher Historiker.

## Biographie
Thum studierte von 1988 bis 1995 Geschichte und Slavistik an der FU Berlin und in Moskau. Von 1995 bis 2001 war er wissenschaftlicher Mitarbeiter von Karl Schlögel an der Europa-Universität Viadrina in Frankfurt (Oder). 2002 promovierte er dort mit einer Arbeit über den Bevölkerungsaustausch in Breslau/Wrocław nach 1945. Die von vornherein für ein größeres, auch nicht-wissenschaftliches Publikum angelegte Arbeit erzielte auf dem Buchmarkt, gemessen an der üblichen Auflage historischer Monographien, einen bemerkenswerten Erfolg. Thum lehrte von 2003 bis 2008 und von 2010 bis 2011 als Gastprofessor des DAAD an der University of Pittsburgh sowie der University of Washington in den USA. Von 2008 bis 2010 war er Junior Fellow am Freiburg Institute for Advanced Studies (FRIAS) in Freiburg im Breisgau. Seit 2012 ist er Assistant Professor an der University of Pittsburgh. Er arbeitet an einem Forschungsprojekt unter dem Titel: „Mastering the East. The German Frontier from 1800 to the Present“. Den Arbeitsschwerpunkt Thums bildet deutsche Kulturgeschichte in ihrer Beziehung zum östlichen Europa.

## Preise
- 2004 Georg-Dehio-Buchpreis (Ehrenpreis, für Die fremde Stadt. Breslau 1945)

## Werke
- 1998 (Hrsg. mit Katharina Kucher, Karl Schlögel, Bernhard Suchy): Chronik russischen Lebens in Deutschland, 1918–1941, Berlin: Akademie Verlag, ISBN 3-05-003297-9.
- 2003 Die fremde Stadt. Breslau 1945, Berlin: Siedler, ISBN 978-3-88680-795-6.
- 2006 (Hrsg.): Traumland Osten. Deutsche Bilder vom östlichen Europa im 20. Jahrhundert, Göttingen: Vandenhoeck & Ruprecht, ISBN 3-525-36295-1.
- 2012 (Hrsg. mit Maurus Reinkowski): Helpless Imperialists. Imperial Failure, Fear, and Radicalization, Göttingen: Vandenhoeck & Ruprecht.
- 2013 (Hrsg. mit Katharina Kucher, Sören Urbansky): Stille Revolutionen. Die Neuformierung der Welt seit 1989, Frankfurt a. M.: Campus.